# Chorwacja na Zimowej Uniwersjadzie 2011
Chorwacka reprezentacja na Zimowej Uniwersjadzie 2011 w Erzurum liczy 5 sportowców, w tym 2 mężczyzn i 3 kobiety.  Reprezentacja Chorwacji ma swoich przedstawicieli w 3 spośród wszystkich 11 sportów.

## Reprezentacja

### Łyżwiarstwo figurowe

#### Mężczyźni
- Boris Martinec

### Narciarstwo alpejskie

#### Kobiety
- Sofija Novoselić

### Snowboard

#### Mężczyźni
- Nikola Vrhovec

#### Kobiety
- Morena Makar
- Anja Stefan